# Великобобрикский сельский совет (Краснопольский район)
Великобобрикский сельский совет (укр. Великобобрицька сільська рада) — входит в состав
Краснопольского района
Сумской области
Украины.
Административный центр сельского совета находится в 
с. Великий Бобрик
.

## Населённые пункты совета
- с. Великий Бобрик
- с. Ивахновка
- пос. Каменное
- с. Малый Бобрик
- с. Юсуповка